# Гусельниково (Новосибірська область)
Гусельниково (рос. Гусельниково) — село в Іскітимському районі Новосибірської області Російської Федерації.
Входить до складу муніципального утворення Гусельниковська сільрада. Населення становить 864 особи (2010).

## Історія
Згідно із законом від 2 червня 2004 року органом місцевого самоврядування є Гусельниковська сільрада.

## Населення
| 2002 | 2007  | 2010 |
| ---- | ----- | ---- |
| 890  | ↗1005 | ↘864 |